# Além Paraíba (ort)
Além Paraíba är en ort i Brasilien.   Den ligger i kommunen Além Paraíba och delstaten Minas Gerais, i den sydöstra delen av landet, 900 km sydost om huvudstaden Brasília. Além Paraíba ligger 148 meter över havet och antalet invånare är 33 907.
Terrängen runt Além Paraíba är huvudsakligen lite kuperad. Além Paraíba ligger nere i en dal. Além Paraíba är det största samhället i trakten.
Omgivningarna runt Além Paraíba är huvudsakligen savann. Runt Além Paraíba är det ganska tätbefolkat, med 62 invånare per kvadratkilometer.